# La Polonia è la Più Importante
La Polonia è la Più Importante (in polacco: Polska jest Najważniejsza - PJN) è stato un partito politico polacco di orientamento liberal-conservatore fondato nel 2010 in seguito ad una scissione da Diritto e Giustizia.
Nel 2013 ha costituito, insieme ad una componente fuoriuscita da Piattaforma Civica, un nuovo soggetto politico, Polonia Insieme (Polska Razem), a sua volta confluito, nel 2017, in una nuova formazione, Alleanza (Zjednoczenie), poi ridenominata Accordo (Porozumienie).

## Storia
Il partito fu costituito dalla componente liberale di Diritto e Giustizia (PiS) che contestava la linea politica adottata da Jarosław Kaczyński, giudicata eccessivamente orientata a destra.
Al momento della sua costituzione, avvenuta in seguito l'espulsione di Joanna Kluzik-Rostkowska dal PiS, il nuovo partito contava 18 parlamentari al Sejm, uno al Senato e 3 al Parlamento Europeo.
Gli europarlamentari del PNJ, peraltro, restarono nel Gruppo dei Conservatori e dei Riformisti Europei, di cui Michał Kamiński, uno dei fondatori del PNJ, fu presidente fino al marzo 2011. In sede europea, inoltre, il partito aderì all'Alleanza dei Conservatori e dei Riformisti Europei, di cui Adam Bielan, esponente del PNJ, fu vicepresidente.
Il partito si presentò alle elezioni parlamentari del 2011 senza ottenere alcuna rappresentanza. Nel 2013 costituì così in un nuovo soggetto politico, Polonia Insieme, cui aderì anche una componente, guidata da Jarosław Gowin, fuoriuscita da Piattaforma Civica; nel 2017, esso dette vita ad un'ulteriore formazione, Alleanza, poi ridenominata Accordo.

## Risultati elettorali
| Elezione          | Elezione | Voti    | %    | Seggi   |
| ----------------- | -------- | ------- | ---- | ------- |
| Parlamentari 2011 | Sejm     | 315.393 | 2,19 | 0 / 460 |